# ThiemeMeulenhoff
ThiemeMeulenhoff is een uitgever van leermiddelen in Nederland, sinds 2009 gevestigd in Amersfoort. Sinds 2017 is ThiemeMeulenhoff onderdeel van de Klett Gruppe, een groep van ruim 65 Europese bedrijven in onderwijs.
ThiemeMeulenhoff geeft leermiddelen uit voor diverse vakken in het basis-, beroeps- en voortgezet onderwijs en daarnaast voor EHBO (Oranje Kruis) en NT2 (Nederlands als tweede taal).
Het bedrijf voert sinds 2000 de naam ThiemeMeulenhoff, een samentrekking van de namen van uitgeverij Thieme en (de educatieve tak van) Uitgeverij Meulenhoff die sinds 1994 onder PCM samenwerkten en in 2000 met SMD Educatieve Uitgevers fuseerden tot een van de drie grote educatieve uitgevers in Nederland.

## Geschiedenis

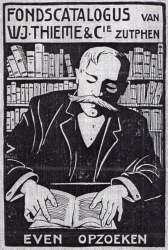
Fondscatalogus van W.j. Thieme & Cie. Zutphen - Even Opzoeken 1908

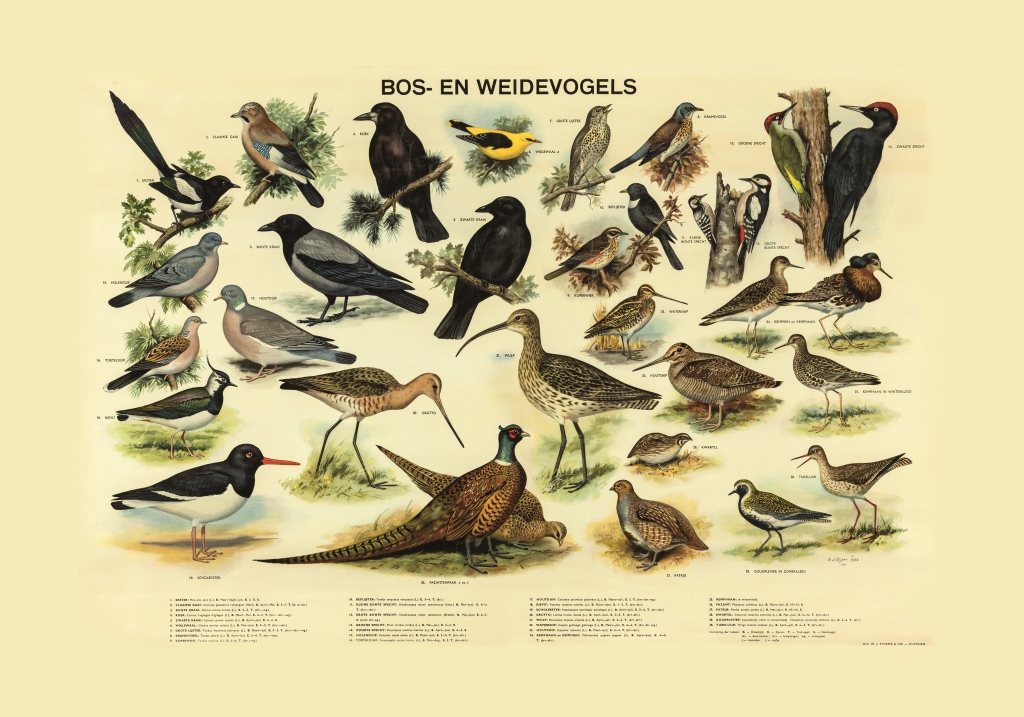
Bos- en weidevogels door H.J. Slijper (W.J. Thieme & Cie 1953)

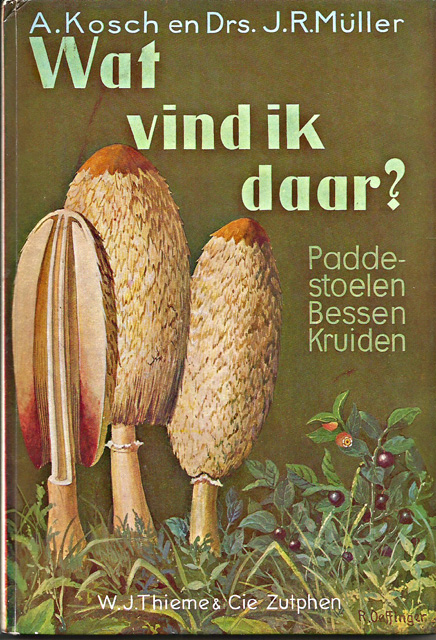

### Thieme
Herman Carel Anton Thieme (1770 Wesel - 1826 Zutphen) was in zijn geboortestad in de leer geweest bij een boekhandel. Hij kreeg daar vooral minderwaardig werk te doen, maar bekwaamde zich ondertussen door zelfstudie in Engels, Frans, Latijn en Grieks. In 1788 trok hij (te voet, naar verluidt met de viool onder de arm) naar Zutphen in reactie op een advertentie waarin gevraagd werd naar een jonge opzichter voor een drukkerij. Hij werd aangenomen bij A. van Eldik. Vier jaar later trouwde Thieme met Eldik's dochter en nam de boekhandel/drukkerij over. Hoewel Thieme er al boeken onder zijn eigen naam uitgaf werd pas in 1795 het complete bedrijf op zijn naam gezet, omdat hij voordien nog niet als meerderjarige werd aangemerkt volgens de toen geldende normen. Thieme wist het kleine bedrijf door te ontwikkelen en landelijke bekendheid te geven. Woordenboeken behoorden tot de meest succesvolle uitgaven.
Vanaf eind negentiende eeuw tot in de jaren zeventig van de twintigste eeuw was Thieme ook een van de uitgevers van grote schoolplaten (wandkaarten).
Het bedrijf bleef in de familie tot kleinzoon Willem Thieme het in 1862 verkocht aan Cornelis Schillemans (1840-1904). Er waren toen zes medewerkers. Onder de naam Drukkerij-uitgeverij W.J. Thieme en Cie. zorgde Schillemans voor een nieuwe bloeiperiode.
In 1940 was Thieme uitgegroeid tot een bedrijf dat 1100 titels uitgaf, waarvan 800 schoolboeken. Gedurende de Tweede Wereldoorlog kon minder worden uitgegeven en gedrukt doordat het inkopen van papier nauwelijks meer mogelijk was. Er werd nog uit voorraad verkocht, maar bij een bombardement op 14 oktober 1944 ontstond er brand in het nieuwe magazijn waarbij de voorraad grotendeels verloren ging.
In 1949 splitste NV Uitgeverij en Boekhandel W.J. Thieme en Cie. zich af van de drukkerij, maar tot in de jaren zestig bestonden de directies van beide bedrijven nog volledig uit leden van de familie Schillemans. Het uitgeven van met name schoolboeken werd steeds complexer, waardoor langzamerhand meer krachten van buiten de familie de uitgeverij overnamen. Thieme specialiseerde zich meer en meer in educatieve uitgaven en nam in 1987 de educatieve uitgeverij Ten Brinke over.
Nakomelingen van Hermann Thieme hebben andere zelfstandige boekhandels, uitgeverijen en drukkerijen opgericht. Oudste zoon Carl Albert Thieme was met zijn drukkerij/uitgevrij bijvoorbeeld vanaf 1816 verantwoordelijk voor de Arnhemsche Courant. Een andere zoon, Jan Frederik Thieme (1798 Zutphen - 1861 Arnhem), nam in 1821 de drukkerij en boekwinkel van Van Goor in Nijmegen over om voort te zetten onder de naam J.F. Thieme.

### Meulenhoff

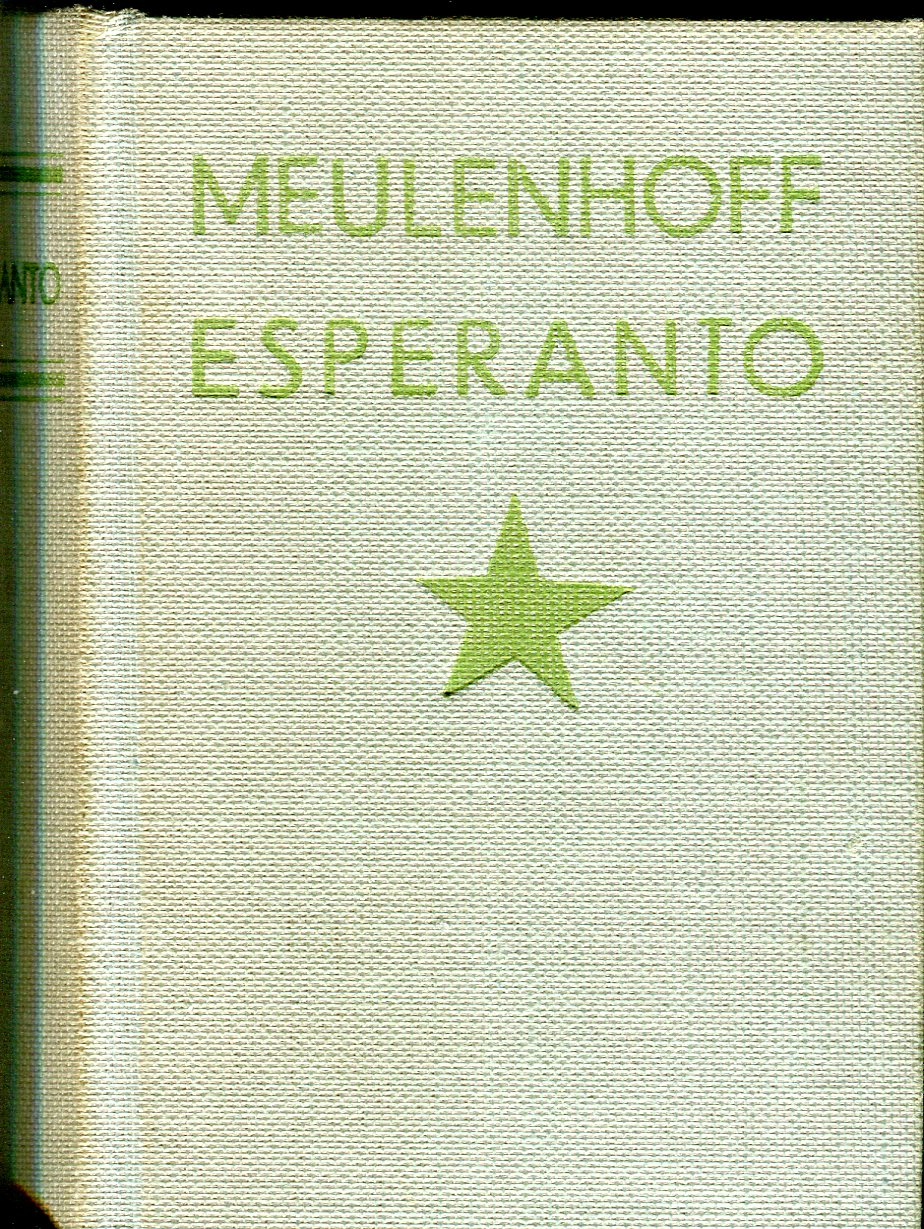

Meulenhoff & Co werd in 1895 opgericht door Johannes Marinus Meulenhoff als importboekhandel in Amsterdam. Vanaf 1906 gaf Meulenhoff & Co eigen boeken uit, aanvankelijk met vertalingen. In 1916 splitste de uitgeverij J.M. Meulenhoff zich af van importeur Meulenhoff & Co. De uitgeverij groeide gestaag. In 1991 nam Meulenhoff de algemene uitgeverij Malherbe over.

### Fusies en overnames
In 1994 werd Meulenhoff overgenomen door de Perscombinatie. De overkoepelende groep ging PCM Uitgevers heten. Enkele weken later sloot Thieme zich aan bij het nieuwe concern, na eerder aanbiedingen van zowel Meulenhoff als de Perscombinatie te hebben afgeslagen. Dit keer was Thieme wel overtuigd, door de combinatie van Meulenhoff's goede uitgeeftraditie en de investeringen in groei die de Perscombinatie mogelijk zou maken. Thieme zou als zelfstandig bedrijf binnen PCM blijven opereren.
In 1995 wordt ook Spruyt, Van Mantgem & De Does (SMD Eductieve Uitgevers) overgenomen door PCM. Met de overname van NIB Software haalt PCM hetzelfde jaar een klein bedrijf binnen (4 medewerkers) dat op dat moment met ruim 100 titels de grootste aanbieder van educatieve software in Nederland was.
Meulenhoff Educatief, Thieme en SMD werden in 2000 samengevoegd onder de noemer ThiemeMeulenhoff.
In 2008 nam NDC VBK ThiemeMeulenhoff over van PCM. In 2013 werd het bedrijf overgenomen door ING. In 2017 werd ThiemeMeulenhoff overgenomen door de Klett Gruppe.